# Ксениад
Ксениад (др.-греч. Ξενιάδης) из Коринфа (1-я половина V века до н. э.) — древнегреческий философ. Отрицал существование критерия истины. Согласно Секст Эмпирику, утверждал, что «всё ложно, что всякое представление и мнение лжёт, что всё возникающее возникает из не-сущего и что всё уничтожающееся уничтожается в не-сущее» («Против логиков», I, 53). Отмечают близость позиций Ксениада, утверждавшего, что «всякое представление и мнение лжёт», и индийского философа Дигханакхи, объявившего любые «взгляды» (диттхи) ложными (Шохин В. К.). У Ксениада были последователи.